# متحف بيتنا التلحمي

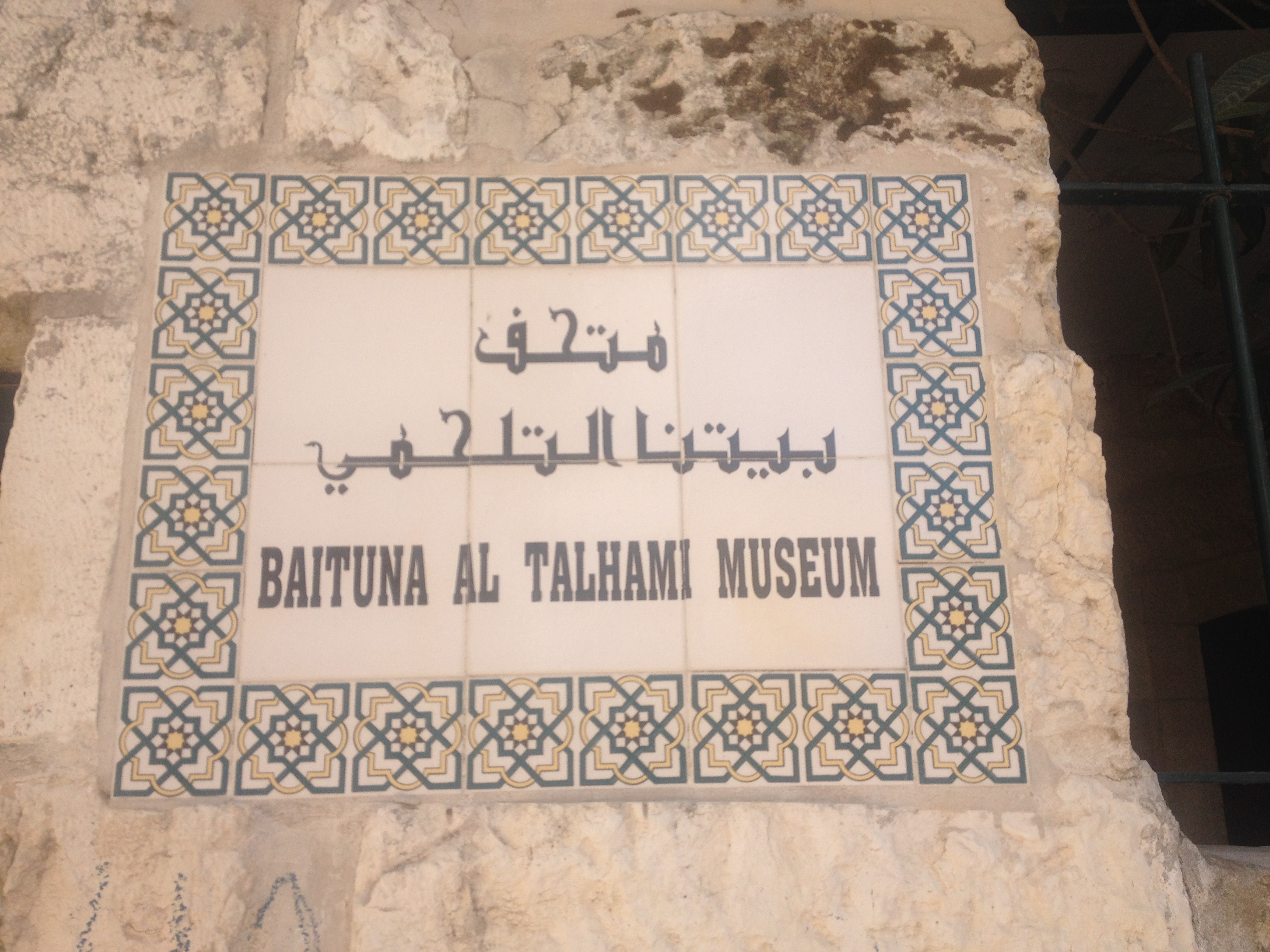
متحف بيتونة التلهامي ، علامة بيت لحم

متحف بيتنا التلحمي أو متحف بيت لحم للفنون الشعبية هو واحد من أكبر المتاحف في الأراضي الفلسطينية. يقع في بيت لحم، في شارع النجمة، قبالة شارع البابا بولس السادس.
تم تأسيسه في الأصل من قبل اتحاد المرأة العربية في عام 1948، تحت قيادة جوليا دبدوب، كمركز للاجئين الفلسطينيين الفارين من قراهم لتناول الطعام، وممارسة التطريز التقليدي للحصول على الدخل. أسس اتحاد المرأة العربية المتحف في عام 1979. ويتكون من منزلين مستوحيين من الهندسة المعمارية الفلسطينية التقليدية، والتي تشمل مطبخ تم تجديده وديوان وغرفة نوم وطابق علوي أو عِليّة. تضمنت محتويات المتحف مجموعة من الأدوات المنزلية الفلسطينية التقليدية معروضة في منزل قديم. ازدادت كمية المواد بعد بدء حملة بين العائلات البارزة في بيت لحم للتبرع بممتلكاتهم التقليدية. وهكذا تم إنقاذ العديد من اللأغراض من الذبول في أقبية المنازل.
في عام 1984، تم توسيع المتحف ليشمل منزل قديم مجاور تم ترميمه. هذا المنزل الجديد، حسب جوليا دبدوب، «هو واحد من المنازل القديمة الأصلية القليلة المتبقية في بيت لحم... وهو مشابه للمنزل الذي وُلد فيه عيسى -عليه السلام-». في عام 1992، تبرعت دبدوب بمجموعتها التي جمعتها على مدى أربعين عام من الصور والأثاث والأعمال الفنية لتأثيث الغرفة العليا أو «العلية» التي تظهر حياة سكان بيت لحم بين عامي 1900 و1932.
على الرغم من أن بيتنا التلحمي يدار كمتحف، إلا أنه لا يزال يخدم ويوظف اللاجئين، فضلاً عن استضافة المهرجانات التي تحتفل بالفنانين والشعراء والكتاب الفلسطينيين.

## الإرتباك في محرك بحث جوجل
منذ يوليو 2016، كان هناك تشويش مستمر لمحرك بحث جوجل مقترنًا بخرائط جوجل: حيث يُطلق على متحف التراث المحلي في مدينة بيت لحم من مقاطعة فري ستيت بجنوب إفريقيا اسم «متحف بيت لحم»، وليس «متحف بيتنا التلحمي»، وليس له أي صلة على الإطلاق بالتراث العربي الفلسطيني.